# Resolució 1363 del Consell de Seguretat de les Nacions Unides
La Resolució 1363 del Consell de Seguretat de les Nacions Unides fou adoptada per unanimitat el 30 de juliol de 2001. Després de reafirmar totes les resolucions sobre la situació a l'Afganistan, incloses les resolucions 1267 (1999) i 1333 (2000), el Consell va demanar al secretari general de les Nacions Unides establir un mecanisme per supervisar l'aplicació de les sancions contra els talibans.
El Consell de Seguretat va determinar que la situació a l'Afganistan constitueix una amenaça per a la pau i la seguretat internacionals i, en virtut del Capítol VII de la Carta de les Nacions Unides, va demanar a tots els països que compleixin les sancions prèvies contra els talibans, Al-Qaeda i Osama bin Laden. Demana al secretari general Kofi Annan que estableixi un mecanisme en un termini de 30 dies per:
(a) supervisar l'aplicació de les mesures incloses en les resolucions 1267 i 1333;
(b) prestar assistència als estats veïns del territori afganès sota control talibà pel que fa a l'aplicació de les sancions;
(c) investigar les violacions de les mesures.
El mecanisme consistirà en un grup de seguiment de fins a cinc experts amb seu a la ciutat de Nova York per supervisar l'aplicació de les mesures respecte a l'embargament d'armes i antiterrorisme i blanqueig de diners, i un equip de suport sota la seva coordinació format per 15 membres amb seu als estats veïns de l'Afganistan. Es va exigir al Grup de seguiment que informés al Comitè del Consell de Seguretat establert en la Resolució 1267, del qual aquest informaria al Consell de Seguretat.
Es va demanar a tots els països que reforcessin i complissin les sancions establertes per les lleis nacionals contra persones físiques i jurídiques que operessin en el seu territori per fer front a les violacions de les mesures.
Tots els estats van ser convidats posteriorment a informar dels resultats de les seves troballes al Comitè a menys que comprometés les seves investigacions. Finalment, es va demanar al Secretari General que adoptés mesures per donar suport al mecanisme de control i el Consell va declarar la seva intenció de revisar les mesures basades en la informació facilitada a través del mecanisme de control.
La resolució, proposada per Colòmbia, va permetre que els monitors estiguessin destinats principalment al Pakistan; No es van adoptar mesures contra l'Aliança del Nord. En resposta a l'adopció de la Resolució 1363, els grups talibans i afiliats van dir que matarien els monitors de les Nacions Unides estacionats a la frontera entre l'Afganistan i Pakistan.